# ضاغط محوري

رسم متحرك لمحاكاة الضاغط المحوري.

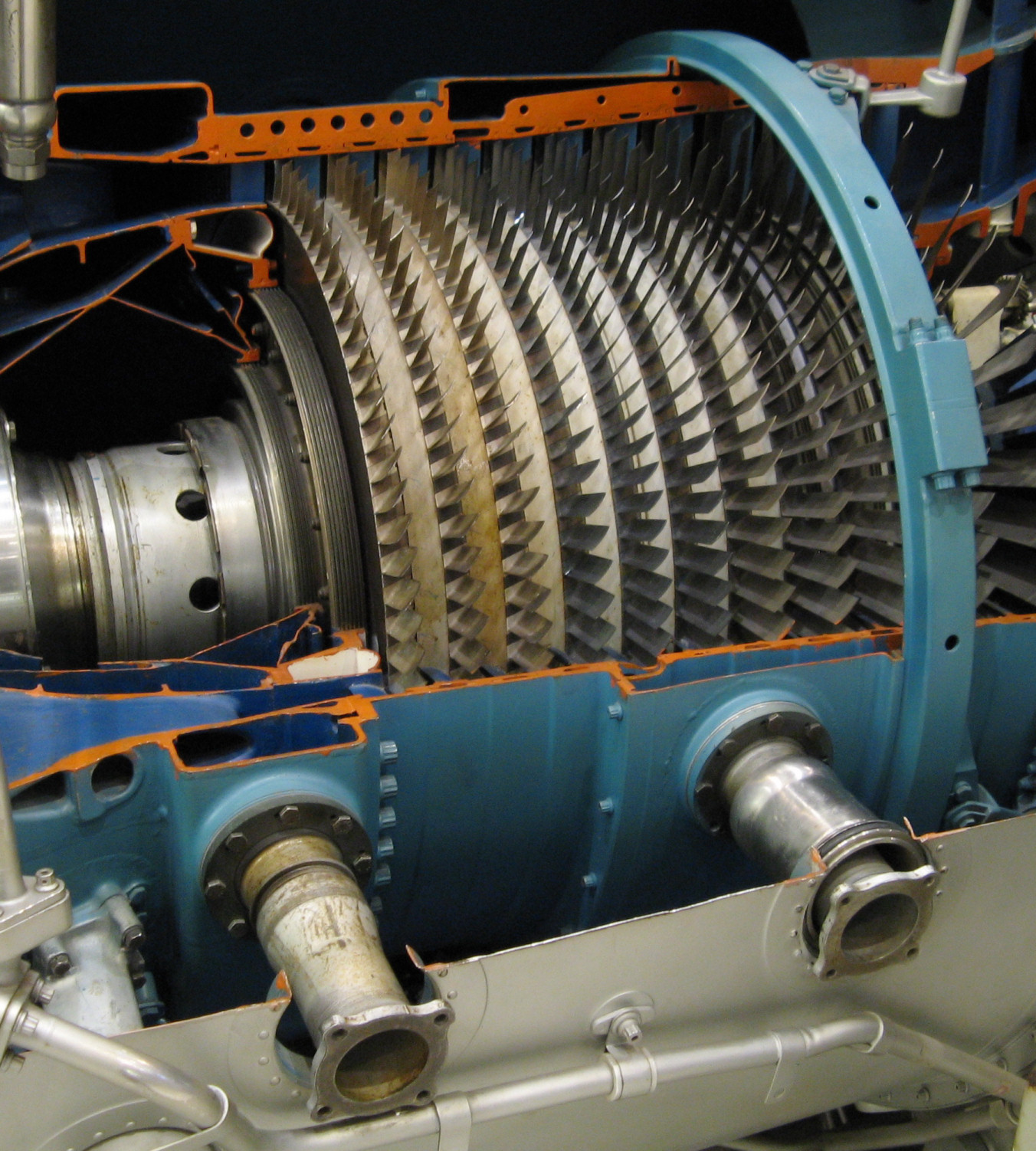
مقطع جانبي للضاغط المحوري في المحرك التوربيني المروحي برات آند ويتني تي اف 30

تدفق المائع على جنيح ناسا 002 عند زاوي سقوط متوسطة.

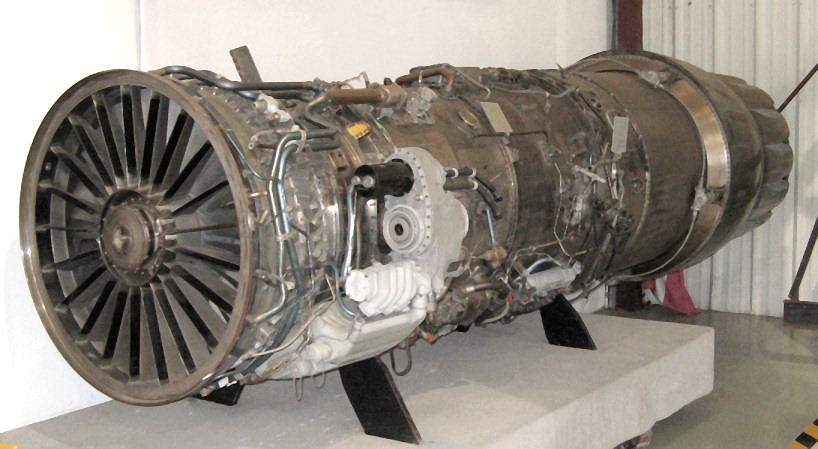
محرك برات آند ويتني تي إف 30 التوربيني المروحي

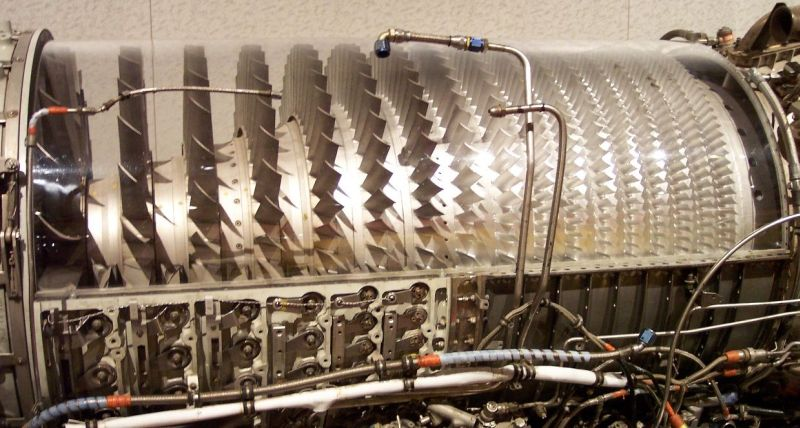
مرحلة ضاغط محوري لمحرك جينرال إليكتريك جيه 79، و يظهر فيه صفوف الريش المتحركة يتبعها صفوف الريش الثابتة.

الضاغط المحوري (بالإنجليزية: Axial compressor) هو آلة تضغط الغاز بإستمرار، ويتكون من مجموعة من الجنيحات الدوارة المثبتة على عمود الدوران، ويتدفق الغاز أو مائع التشغيل بشكل موازي لمحور الدوران.
و يختلف هذا عن الأنواع الأخرى من الضواغط الدوارة مثل ضاغط الطرد المركزي والضواغط مختلطة السريان، حيث يتدفق المائع في كلا الاتجاهين المحوري والنصف قطري.
تزداد طاقة المائع أثناء تدفقه خلال الضاغط بسبب انتقال طاقة الحركة من عمود الدوران إلى المائع من خلال عزم الدوران  الذي تؤثر به الجنيحات على المائع فترتفع طاقة حركته.
تعمل الريش الثابتة على خفض طاقة حركة المائع و تحويلها إلى ضغط، فيرتفع ضغط المائع. و هذا هو الغرض من الضاغط.
تُدار الضواغط عادة بواسطة محرك كهربي أو توربينة غازية أو توربينة بخارية.
تنتج الضواغط محورية السريان تدفق مستمر للغاز المضغوط، وتمتاز بالكفاءة المرتفعة و معدل تدفق الكتلة الكبير، بالنسبة لحجمها و مساحة مقطعها. لكن على الرغم من ذلك، تحتاج الضواغط المحورية إلى العديد من صفوف الجنيحات لكي تحقق الارتفاع الكبير في الضغط، مما يجعلها معقدة ميكانيكيا وباهظة الثمن مقارنة  بالتصاميم الأخرى مثل ضواغط الطرد المركزي.
تُستخدم الضواغط المحورية في تصميمات التوربينات الغازية الكبيرة، المستخدمة في المحركات النفاثة ومحركات السفن مرتفعة السرعة، و محطات الطاقة الصغيرة.
كما تُستخدم أيضا في التطبيقات الصناعية مثل المحطات الضخمة لفصل الهواء وأفران الهواء اللافحة و التكسير الحفزي للهواء، ونزع الهيدروجين من البروبان.
كما تُستخدم في محركات الطيران بسبب ارتفاع أدائها واعتماديتها و مرونتها أثناء دورة الطيران.

| تطبيق نموذجي | نوع التدفق                                | نسبة الضغط للمرحلة | كفاءة المرحلة |
| ------------ | ----------------------------------------- | ------------------ | ------------- |
| الصناعية     | دون سرعة الصوت                            | 1.05–1.2           | 88-92%        |
| الفضاء       | الانتقال من دون سرعة الصوت إلى سرعة الصوت | 1.15–1.6           | 80-85%        |
| البحث        | أسرع من سرعة الصوت                        | 1.8–2.2            | 75-85%        |

## الوصف
تتكون الضواغط المحورية من مكونات دوارة وأخرى ثابتة. يقود العمود الدوار أسطوانة مركزية، محمولة على محامل، و مثبت عليها بشكل حلقي مجموعة من صفوف الجنيحات،  و تكون في صفوف مزدوجة أحدها دوارة وهي المثبتة على الأسطوانة، و الأخرى ثابتة وتُثبت في غلاف أنبوبي ثابت.
تُعرف مرحلة الضاغط أنها زوج من الجنيحات الثابتة والمتحركة. و تُعرف الجنيحات الدوراة باسم الريش أو الأجزاء الدوارة، وتقوم بتسريع المائع و رفع طاقة حركته بتحويل الطاقة الميكانيكية إليه، فيما تقوم الريش الثابتة بتحويل طاقة الحركة الزائدة إلى ضغط ساكن عن طريق الانتشار و إعادة توجيه تدفق المائع للريش الدوارة للمرحلة التالية.
تقل مساحة المقطع بين الأسطوانة الدوارة والغلاف في اتجاه تدفق المائع للحصول على قيمة ماخ المثالية (لا يجب أن تزيد عن سرعة الصوت) عن طريق استخدام مساحة مقطع متغيرة أثناء انضغاط المائع.

## طريقة العمل
بينما يدخل المائع إلى الضاغط و يغادر في الاتجاه المحوري، لا يكون هناك أي تأثير لمركبة الطرد المركزي أو المركبة الدورانية لحركة المائع في معادلة الطاقة.
يعتمد الانضغاط كليا على تأثير الانتشار نتيجة تباعد المسارات بين الريش الثابتة وبعضها، حيث يتم تحويل طاقة الحركة المطلقة للمائع إلى زيادة في الضغط، بينما تتواجد مركبة طاقة الحركة النسبية في معادلة الطاقة فقط بسبب دوران الريش الدوارة.
تعمل الريش الدوارة على خفض قيمة طاقة الحركة النسبية للمائع و إضافتها إلى طاقة الحركة المطلقة له، أي أن تأثير الريش الدوارة على جزيئات المائع، يؤدي إلى زيادة السرعة المطلقة للمائع، و خفض السرعة النسبية بين المائع والريش الدوارة.
باختصار، ترفع الريش الدوارة السرعة المطلقة للمائع، و تحول الريش الثابتة هذه الزيادة في السرعة إلى زيادة في الضغط .
إن تصميم مسارات الريش الدوارة مع قابلية الانتشار للمائع (تكون المسارات بين الريش على شكل ممر متباعد) يؤدي إلى ارتفاع في الضغط فضلا عن الوظيفة الأساسية للريش الدوارة (تحويل طاقة الحركة إلى المائع)، و يؤدي ذلك إلى ارتفاع كبير في الضغط في المرحلة الواحدة، حيث تساهم كل من الريش الدوارة والثابتة في ذلك. و تُعرف النسبة بين الزيادة في الضغط نتيجة الريش الدوارة إلى الزيادة في الضغط في المرحلة كلها (الريش الدوارة والثابتة) بمبدأ رد الفعل في الألات التوربينية.
إن كان 50% من زيادة الضغط في المرحلة تم بواسطة الريش الدوارة، فإن درجة رد الفعل تكون 50%.

## التصميم
تتحدد قيمة الزيادة في الضغط الناتجة عن مرحلة واحدة من الضاغط بالسرعة النسبية بين الريش الدوارة و المائع، و قدرة الريش الدوارة على تقليب وانتشار المائع.
تستطيع المرحلة النموذجية في ضاغط تجاري أن تنتج زيادة في الضغط تتراوح بين 15% و 60% (نسبة ضغط من 1.15-1.16) عند ظروف التصميم بكفاءة عامة تتراوح بين 90-95%، و تصمم الضواغط المحورية بأعداد مختلفة من المراحل و السرعات الدورانية لكي تحقق نسب ضغوط مختلفة.
بناء على التجربة، يمكننا فرض أن كل مرحلة في الضاغط لها نفس مقدار الزيادة في درجة الحرارة، لذلك، يجب أن تزيد درجة حرارة الدخول لكل مرحلة من الضاغط تدريجيا، بينما تنخفض النسبة بين مقدار الزيادة في درجة الحرارة خلال المرحلة (الفرق بين درجة حرارة الخروج من المرحلة والدخول لها) و درجة حرارة الدخول إلى المرحلة، ويؤدي ذلك إلى الانخفاض التدريجي في نسبة الضغط للمرحلة خلال الضاغط، لذلك تنتج المرحلة الأخيرة نسبة ضغط منخفضة عن المرحلة الأولى.
يُمكن أيضا تحقيق نسب ضغط مرتفعة للمرحلة من الضاغط لو كانت السرعة النسبية بين المائع والريش الدوارة أكبر من سرعة الصوت، لكن هذا سيكون على حساب الكفاءة و عمليات تشغيل الضاغط.
تُستخدم الضواغط التي تزيد نسب ضغط المرحلة فيها عن 2، عندما يكون من المهم جدا تقليل حجم أو وزن الضاغط مثل المستخدمة في الطائرات النفاثة العسكرية.
يتم ملائمة تصميم الجنيحات بحيث تتناسب مع سرعات معينة وتقليب المائع عند ظروف معينة.
بالرغم من أن الضواغط يُمكن ان تعمل عند ظروف أخرى غير الظروف التصميمية مع تدفقات وسرعات مختلفة للمائع أو نسب ضغط مختلفة، يُمكن أن يؤدي ذلك إلى انخفاض في الكفاءة أو انفصال المائع عن الريش بشكل جزئي أو كلي (فيما يعرف بموجة التضاغط أو الاضطراب في المائع، و يكون نيجة زيادة الضغط عن قيمة معينة)، لذلك عمليا يكون هناك حدود لعدد المراحل و نسبة الضغط الكلية، يتم تحديدها عندما تعمل مراحل الضاغط بعيدا عن الظروف التصميمية.
يُمكن تخفيف الآثار الناتجة عن العمل في الظروف الخارجة عن التصميم عن طريق بعض المرونة التشغيلية في الضاغط، و يحدث هذا  باستخدام ريش ثابتة متغيرة (يمكن تغيير وضعها) أو استخدام صمامات استنزاف بعض المائع من التدفق الرئيسي له بين المراحل (يعرف باستنزاف بين المراحل).
تستخدم المحركات النفاثة الحديثة سلسلة من الضواغط تعمل عند سرعات مختلفة، لتزويد هواء بنسبة ضغط تقترب من 1:40 من أجل الاحتراق، مع مرونة كافية لجميع ظروف الطيران.

## الحركية ومعادلات الطاقة

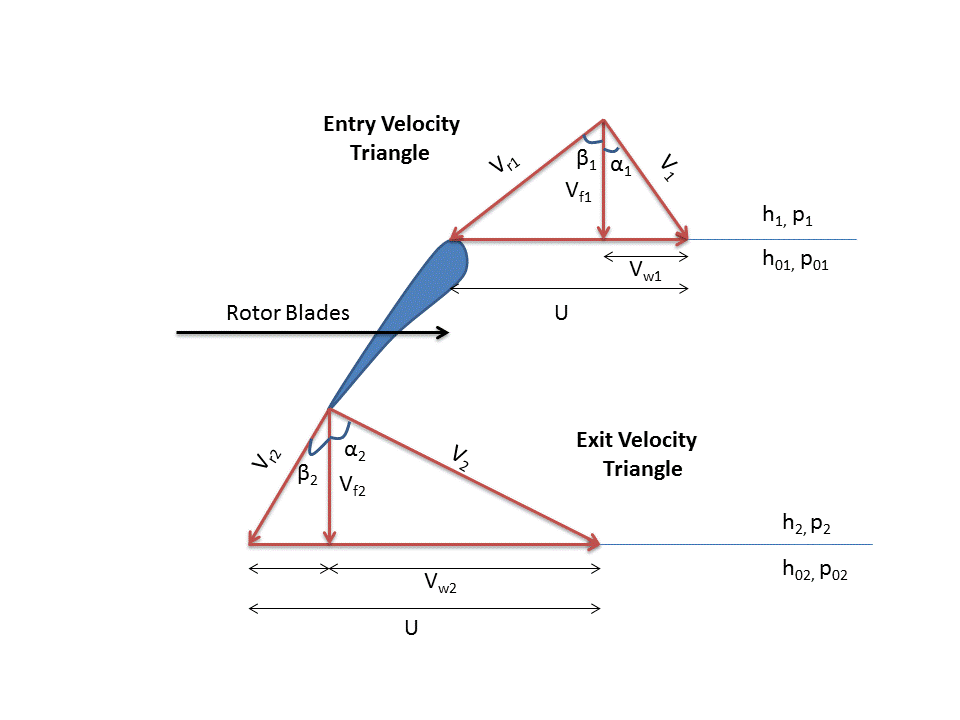
مثلث السرعة للمائع عند الدخول والخروج من الريش

ينص قانون عزم كمية الحركة أن مجموع عزوم القوى الخارجية المؤثرة على مائع موجود في حجم محدد تساوي التغير الصافي في كمية الحركة الزاوية لتدفق المائع خلال الحجم المحدد.
تدخل دوامات المائع إلى الحجم المحدد عند نصف قطر{\displaystyle r_{1}\,}  و بسرعة مماسية {\displaystyle V_{w1}\,}، و يغادر عند نصف قطر {\displaystyle r_{2}\,}، و بسرعة مماسية {\displaystyle V_{w2}\,}.
و في الصورة المقابلة توضيح لمثلث السرعة للمائع عند الدخول والخروج من الريش، حيث:
- {\displaystyle V_{1}\,} و {\displaystyle V_{2}\,}: السرعة المطلقة عند الدخول والخروج على الترتيب.
- {\displaystyle V_{f1}\,} و {\displaystyle V_{f2}\,}:  السرعة المحورية لتدفق المائع عند الدخول والخروج على الترتيب.
- {\displaystyle V_{w1}\,} و {\displaystyle V_{w2}\,}:  السرعة الزاوية للمائع عند الدخول والخروج على الترتيب.
- {\displaystyle V_{r1}\,} و {\displaystyle V_{r2}\,}:  السرعة النسبية للريش عند دخول وخروج المائع على الترتيب.
- {\displaystyle U\,}:  السرعة الخطية للريش.
- {\displaystyle \alpha }: زاوية ريشة التوجيه (زاوية المائع).
- {\displaystyle \beta }:  زاوية الريش.

ويمكن حساب معدل التغير في كمية الحركة و يرمز له F  من المعادلة التالية:
{\displaystyle F={\dot {m}}\left(V_{w2}-V_{w1}\right)={\dot {m}}\left(V_{f2}\tan \alpha _{2}-V_{f1}\tan \alpha _{1}\right)\,} (من مثلث السرعة)
كما يمكن حساب القدرة النظرية التي يستهلكها الضاغط و يرمز لها P من المعادلة التالية:
{\displaystyle P={\dot {m}}U\left(V_{f2}\tan \alpha _{2}-V_{f1}\tan \alpha _{1}\right)\,}
حيث:
- {\displaystyle {\dot {m}}}: معدل تدفق المائع

و يمكن حسابها أيضا بدلالة التغير في المحتوى الحراري للمائع بعد المرور من الريش الدوارة، من المعادلة التالية:

{\displaystyle P={\dot {m}}\left(h_{02}-h_{01}\right)={\dot {m}}c_{p}\left(T_{02}-T_{01}\right)\,}
حيث:
- {\displaystyle h_{02},h_{01}}: المحتوى الحراري الكلي عند الدخول والخروج من الريش الدوارة.
- {\displaystyle T_{02}-T_{01}}: درجة الحرارة الكلية (بالإنجليزية: Total/Stagnation temperature) عند الدخول والخروج من الريش الدوراة على الترتيب.

لذلك تصبح معادلة حساب القدرة النظرية للضاغط كالتالي:

{\displaystyle P={\dot {m}}U\left(V_{f2}\tan \alpha _{2}-V_{f1}\tan \alpha _{1}\right)={\dot {m}}c_{p}\left(T_{02}-T_{01}\right)\,}

حيث:
- {\displaystyle c_{p}}: كمية الحرارة النوعية للمائع عند ثبوت الضغط.

و منها ينتج  التغير الأيزنتروبي (النظري)  في درجة  الحرارة كالتالي :
{\displaystyle \delta (T_{0})_{\text{isentropic}}={\frac {U}{c_{p}}}\left(V_{f2}\tan \alpha _{2}-V_{f1}\tan \alpha _{1}\right)\,}
و حيث أن التغير الأيزنتروبي (النظري) في الضغط خلال الريش الدوارة يساوي:
{\displaystyle p_{2}-p_{1}=p_{1}\left(\left[{\frac {T_{2}}{T_{1}}}\right]^{\frac {\gamma }{\gamma -1}}-1\right)\,}
لذلك، تصبح نسبة الضغط الفعلية كالتالي:
{\displaystyle {\frac {(p_{02})_{\text{actual}}}{p_{01}}}=\left(1+{\frac {\eta _{\text{stage}}\delta (T_{0})_{\text{isentropic}}}{T_{01}}}\right)^{\frac {\gamma }{\gamma -1}}\,}
و منها ينتج أن:
{\displaystyle {\frac {(p_{02})_{\text{actual}}}{p_{01}}}=\left(1+{\frac {\eta _{\text{stage}}U}{T_{01}c_{p}}}\left[V_{f2}\tan \alpha _{2}-V_{f1}\tan \alpha _{1}\right]\right)^{\frac {\gamma }{\gamma -1}}\,}
حيث:
- {\displaystyle p_{02},p_{01}}: الضغط الكلي عند الدخول والخروج من مرحلة الضاغط، على الترتيب.
- {\displaystyle \eta _{\text{stage}}}: كفاءة المرحلة.
- {\displaystyle T_{01}}: درجة الحرارة الكلية عند الدخول (درجة الحرارة + طاقة الحركة).

## درجة رد الفعل
تعرف درجة رد الفعل (بالإنجليزية: Degree of reaction) أنها (النسبة بين التغير في الضغط (أو التغير في المحتوى الحراري) خلال المرحلة الواحدة إلى التغير الكلي خلال الضاغط (أو التغير الكلي في المحتوى الحراري)  خلال الضاغط بأكمله، و  يُعرف الفرق بين ضغط الدخول والخروج من الريش الدوارة باسم ضغط رد الفعل، و يمكن حساب مقدار التغير في الضغط من خلال درجة رد الفعل و يرمز لها R و فيما يلي المعادلات الموضحة لذلك:
{\displaystyle {\begin{aligned}R&={\frac {h_{2}-h_{1}}{h_{02}-h_{01}}}\\P&={\dot {m}}c_{p}\left(T_{2}+{\frac {V_{2}^{2}}{2c_{p}}}-\left[T_{1}+{\frac {V_{1}^{2}}{2c_{p}}}\right]\right)\\P&={\dot {m}}\left(h_{2}-h_{1}+\left[{\frac {V_{2}^{2}}{2}}-{\frac {V_{1}^{2}}{2}}\right]\right)\\h_{2}-h_{1}&={\frac {V_{r1}^{2}}{2}}-{\frac {V_{r2}^{2}}{2}}\\T_{2}-T_{1}&={\frac {V_{r1}^{2}}{2c_{p}}}-{\frac {V_{r2}^{2}}{2c_{p}}}\end{aligned}}}
و من المعادلات السابقة تصبح درجة رد الفعل تساوي:
{\displaystyle R={\frac {V_{r1}^{2}-V_{r2}^{2}}{V_{r1}^{2}-V_{r2}^{2}+V_{1}^{2}-V_{2}^{2}}}\,}

## خصائص الأداء

منحنى الأداء النظري و الفعلي للضاغط المحوري

تم تطوير نموذج غير خطي للتنبأ باستجابة نظام الانضغاط للاضطراب من ظروف التشغيل المستقرة. و قد وجد أنه بالنسبة للنظام محل الدراسة، فإنه هناك متغير غير بُعدي، تعتمد عليه هذه الاستجابة. سواء كان هذا المتغير أكبر أو أقل من القيمة الحرجة، فإنه يحدد أي حالة من عدم الاستقرار يكون عليها الضاغط، دوران أو توقف أو اندفاع، سوف تتم مواجهتها على خط التوقف.
و يمكن تمثيل أداء الضاغط المحوري من خلال المتغيرات التالية:
- الضغط (P)
- معدل التدفق (Q)
- معدل تدفق غير بُعدي ({\displaystyle {\frac {{\dot {m}}{\sqrt {T_{01}}}}{P_{01}}}\,})
- معامل تدفق ({\displaystyle \phi \,})
- معامل حمل المرحلة ({\displaystyle \psi ={\frac {V}{U^{2}}}\,})

### الرسوم البيانية
تكون الضواغط المحورية، بالقرب من ظروف التصميم خصوصا، قابلة للتحليل والتعديل و تقدير أدائها قبل أن تعمل.
لكن بعيدا عن نقاط التصميم، يُنظر للأداء بدلالة الخصائص الكلية من ارتفاعات الضغط و ارتفاعات درجة الحرارة، و الرسومات البيانية للكفاءات مقابل تدفقات الكتلة.
برسم الرسومات البيانية للمغيرات التالية، يمكننا تحديد أداء الضاغط المحوري:
- الضغط (P) كدالة في معدل التدفق (Q)
- نسبة الضغط ({\displaystyle {\frac {P_{1}}{P_{2}}}\,}) كدالة في معدل التدفق الغير بُعدي.
- معامل حمل المرحلة(بالإنجليزية: Stage loading coefficient) ({\displaystyle \psi \,}) كدالة في معامل التدفق ({\displaystyle \phi \,})

ينتج الفرق بين المنحنى النظري المثالي والمنحنى الفعلي للمتغيرات السابقة، نتيجة المفاقيد في المرحلة من الضاغط.
و تكون مفاقيد المراحل في الضاغط  بشكل أساسي ناتجة عن احتكاك المائع مع الريش، انفصال التدفق، عدم إستقرار التدفق والمسافة غير المناسبة بين الريش الثابتة والمتحركة.

### التشغيل خارج ظروف التصميم

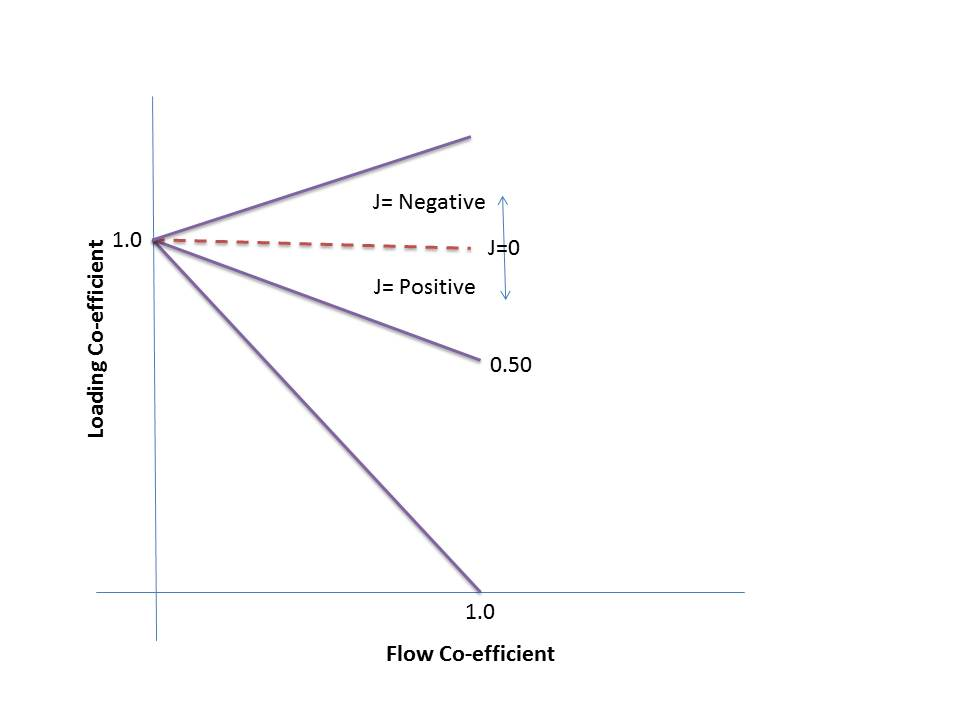
منحنى الخصائص في ظروف التشغيل الخارجة عن التصميم للضاغط المحوري

يُعرف أداء الضاغط طبقا لتصميمه، لكن عمليا، تحيد نقطة التشغيل للضاغط عن نقطة التصميم، فيما يعرف بالتشغيل الخارج عن التصميم(بالإنجليزية: Off design operation) (الظروف الغير مثالية).
و يمكن إستنتاج معادلة لتعبر عن معامل حمل المرحلة كالتالي:

| {\displaystyle \psi =\phi (\tan \alpha _{2}-\tan \alpha _{1})\,} | \| \| \| \| \| \| \| \| | (1) |
|                                                                  |                         |     |
|                                                                  |                         |     |

| {\displaystyle \tan \alpha _{2}={\frac {1}{\phi }}-\tan \beta _{2}\,} | \| \| \| \| \| \| \| \| | (2) |
|                                                                       |                         |     |
|                                                                       |                         |     |
من المعادلة (1) و المعادلة (2) ينتج:
{\displaystyle \psi =1-\phi (\tan \beta _{2}+\tan \alpha _{1})\,}
تظل قيمة المقدار{\displaystyle (\tan \beta _{2}+\tan \alpha _{1})\,} ثابتة خلال مدى كبير من نقاط التشغيل، حتى التوقف. كما تتساوى {\displaystyle \alpha _{1}=\alpha _{3}\,} بسبب التغيير الطفيف في زاوية الهواء للربش الدوارة و الريش الثابتة، حيث {\displaystyle \alpha _{3}\,} هي زاوية ريش الناشر (بالإنجليزية: Diffuser blade angle)، لذلك ينتج أن:
{\displaystyle J=\tan \beta _{2}+\tan \alpha _{3})\,} و تظل قيمة هذا المقدار ثابتة.
يتم تمثيل قيم نقاط التصميم (بالإنجليزية: design values) كالتالي:

| {\displaystyle {\begin{aligned}\psi '&=1-J(\phi ')\,\\J&={\frac {1-\psi '}{\phi '}}\end{aligned}}} | \| \| \| \| \| \| \| \| | (3) |
| |                         |     |
| |                         |     |
بينما يتم تمثيل النقاط الخارجة عن التصميم باستخدام المعادلات التالية:

{\displaystyle {\begin{aligned}\psi &=1-J(\phi )\,\\\psi &=1-\phi \left({\frac {1-\psi '}{\phi '}}\right)\,\end{aligned}}}
يكون ميل المنحنى سالبا إن كانت قيمة j موجبة، والعكس صحيح.

### الاندفاع
في الرسم البياني للضغط ومعدل التدفق، يُعرف الخط الذي يفصل بين منطقة الاستقرار وعدم الاستقرار بخط التوقف (بالإنجليزية: Stall line). تم رسم هذا الخط عن طريق توصيل نقاط التوقف عند سرعات دورانية مختلفة. كما يشار إلى التدفق غير المستقر في الضاغط المحوري نتيجة الانهيار الكامل للتدفق المستمر (بالإنجليزية: Steady flow) خلاله، بالاندفاع (اندفاع المائع في الاتجاه المعاكس نتيجة زيادة الضغط عن قيمة معينة و انفصال المائع عن الريشة). 
تؤثر هذه الظاهرة على أداء الضاغط و تجعله غير مرغوب.

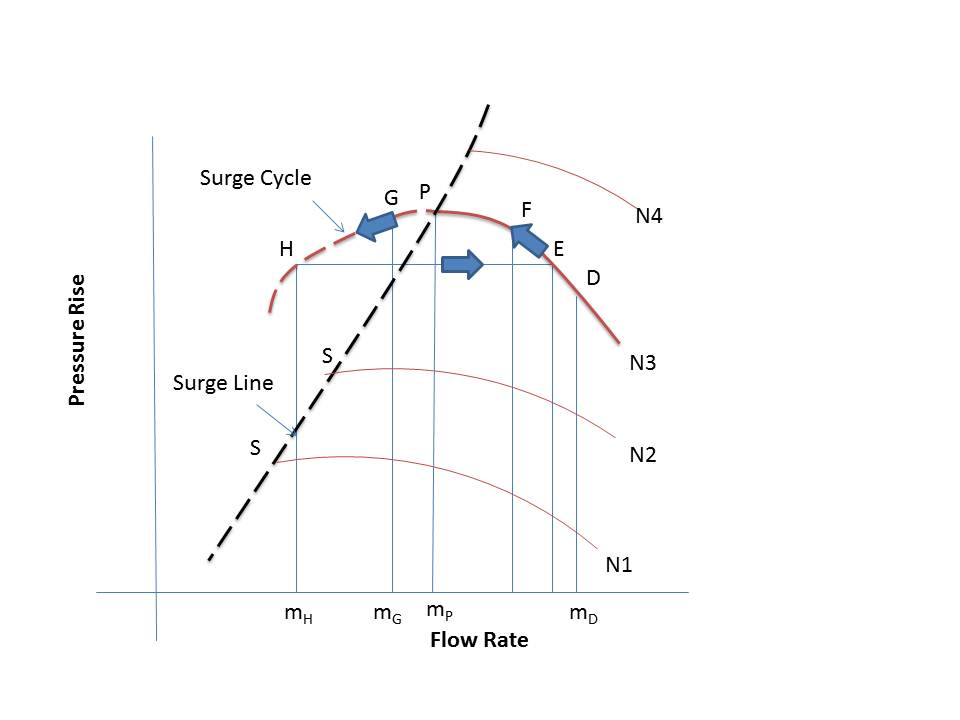
نقاط مختلفة على منحنى الأداء، تعتمد على معدلات التدفق و فرق الضغط

### دورة الاندفاع
بفرض أن نقطة التشغيل الأولية D  هي ({\displaystyle {\dot {m}},P_{D}\,})  (الضغط، معدل تدفق الكتلة) عند سرعة دورانية مقدارها N دورة في الدقيقة. عند تقليل معدل تدفق المائع عند نفس السرعة الدورانية على مدى منحنى الخصائص، عن طريق الغلق الجزئي للصمام، يزداد الضغط في الأنبوب فيتم زيادة ضغط الدخول إلى الضاغط، و بزيادة ضغط الدخول أكثر حتى النقطة p (نقطة الاندفاع)، سيزداد ضغط الضاغط. بالتحرك أكثر نحو اليسار على منحنى الخصائص أي بتقليل معدل تدفق المائع مع ثبات السرعة الدورانية، سيزداد الضغط في الأنبوب لكن ضغط الضاغط سيقل مما يؤدي إلى تدفق عكسي للهواء في اتجاه الدخول للضاغط. نتيجة التدفق العكسي للهواء، يتخفض الضغط في الأنبوب، حيث لا يمكن أن تستمر حالة عدم تساوي الضغط على الطرفين لفترة طويلة، لذلك، يتم ضبط الصمام عند معدل تدفق منخفض، وليكن عند النقطة G، لكن الضاغط سوف يعمل طبقا لنقطة التشغيل المستقر،  و لتكن النقطة E، لذلك بتتبع المسار E-F-P-G-E سيؤدي إلى انخفاض شديد في معدل التدفق، و ينخفض ضغط الضاغط إلى النقطة H و يعبر عنه بالرمز({\displaystyle P_{H}\,}).

تحدث هذه الزيادة والانخفاض في الضغط خلال الأنبوب و الضاغط بشكل متكرار تبعا للدورة E-F-P-G-H-Eو تعرف باسم دورة الاندفاع (بالإنجليزية: Surging cycle) .
تؤدي هذه الظاهرة إلى الاهتزازات في الآلة الموجود بها الضاغط، و قد تؤدي إلى تعطلها الكامل، لذلك يسمى الجزء الأيسر من نقطة الاندفاع (بالإنجليزية: surge point) على  منحنى الخصائص بمنطقة عدم الإستقرار (بالإنجليزية: unstable region)، و قد يؤدي إلى تدمير الآلة، لذلك يوصى بتشغيل الآلة داخل نطاق المنطقة المستقرة(بالإنجليزية: Stable region) أي الجزء الأيمن من خط الاندفاع (بالإنجليزية: surge line).

### التعطيل (انفصال المائع)
يعتبر التعطيل (بالإنجليزية: Stalling) (ظاهرة تحدث نتيجة انخفاض معامل رفع المائع للريشة، بسبب زيادة زاوية السقوط، مما يؤدي لانفصال المائع عن الريشة) ظاهرة مهمة تؤثر على أداء الضاغط. و بعمل تحليل  لتعطيل الدوران في ضاغط متعدد المراحل، وجد أن هناك حالات يحدث عندها انحراف لتدفق المائع الذي يتحرك بشكل مستقر، بالرغم من ثبات الضغط الكلي عكس التيار، و الضغط الساكن مع التيار. 
يتم فرض تخلفية (بالإنجليزية: hysteresis) زيادة الضغط (نزعة المائع لزيادة الضغط) في الضاغط،  و تعرف أنها حالة انفصال تدفق الهواء من على ريش الضاغط.
تؤدي هذه الظاهرة المعتمدة على شكل وتصميم الريشة إلى الانخفاض في الانضغاط و في قدرة المحرك.
1.التعطيل الإيجابي (بالإنجليزية: Positive stalling)
يحدث انفصال المائع عند جانب الضغط المنخفض من الريشة.
2.التعطيل السلبي (بالإنجليزية: Negative stalling)
يحدث انفصال المائع عند جانب الضغط المرتفع من الريشة.
يتم تجاهل التوقف المفاجئ السلبي مقارنة بالتوقف المفاجئ الإيجابي، لأن انفصال المائع يكون أقل احتمالا في حدوثه عند جانب الضغط المرتفع من الريشة.
عند مراحل الضغط المرتفع في الضاغط متعدد المراحل، تكون قيمة السرعة المحورية قليلة جدا. تنخفض قيمة التوقف المفاجئ مع الانحراف الطفيف عن نقطة التصميم مما يؤدي لحدوث ظاهرة التعطيل (انفصال المائع) عند مناطق المحور والطرف التي يزيد حجمهما مع انخفاض معدلات التدفق، و تزداد بشكل أكبر عند معدلات التدفق المنخفضة جدان مما يؤثر على الارتفاع الكلي للريشة.
ينخفض ضغط الوصول بشكل ملحوظ مع الانفصال الكبير للمائع، مما قد يؤدي إلى حدوث تدفق عكسي للمائع. كما تنخفض أيضا كفاءة المرحلة مع ارتفاع المفاقيد.

#### تعطيل الدوران
يؤدي عدم انتظام تدفق الهواء بين الريش الدوارة، إلى اضطراب تدفق الهواء في الضاغط، لكن دون التسبب في عكس مساره. يستمر الضاغط بالعمل لكن، ينخفض الانضغاط. لذلك يؤدي توقف الدوران أو تعطيل الدوران (بالإنجليزية: Rotating stalling)، إلى خفض فعالية الضاغط.
بفرض أن الريش الدوارة تتحرك تجاه اليمين، وأن بعض  هذه الريش تستقبل تدفق المائع بزاوية سقوط مرتفعة، سوف يحدث لهذه الريش توقف إيجابي، مما سيتسبب في تعطيلها وتعطيل للريش الموجودة على يسارها. لذلك سوف تستقبل الريش اليسرى تدفق المائع بزاوية سقوط أكبر، بينما ستسقبل الريش الموجودة على يمينها تدفق المائع بزاوية سقوط أقل. و يؤدي ذلك إلى تعرض الريش اليسرى إلى توقف أو تعطيل أكثر من الذي ستتعرض له الريش اليمنى. 
سيقل التوقف أو التعطيل في الاتجاه الأيمن بينما سيزداد نحو اليسار. و يمكن ملاحظة تحرك موضع التوقف بناء على الأطار المرجعي الذي تم اختياره.

#### الآثار الناتجة
- انخفاض كفاءة الضاغط.
- التسبب بإهتزازات في الريش.
- قد تتساوى هذه الاهتزازات القسرية مع التردد الطبيعي للريش، مما يؤدي إلى حدوث ظاهرة الصدى ومن ثم تنهار الريشة.

## التطوير

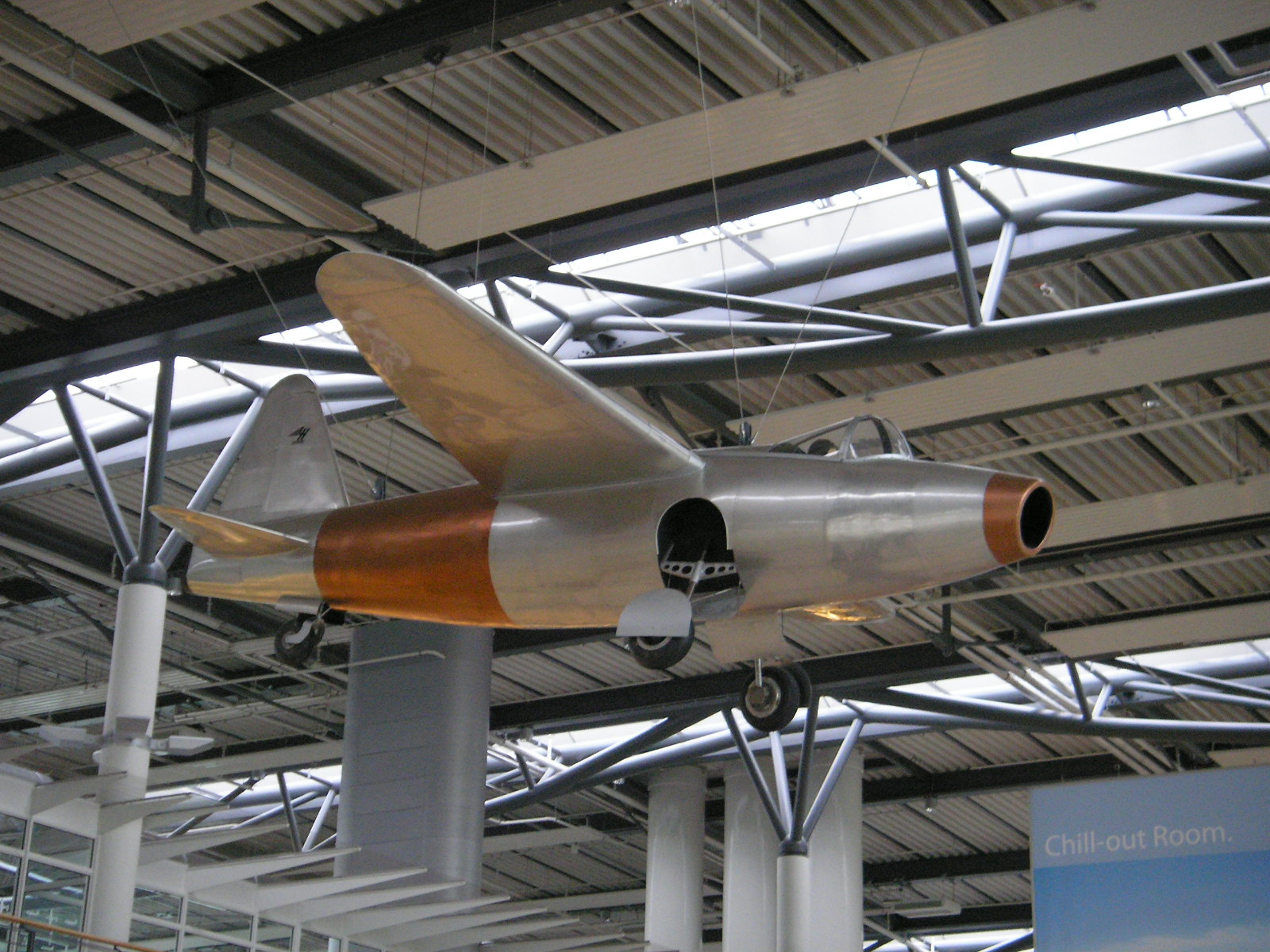
طائرة هينكل هي 178 في مطار روستوك لاج

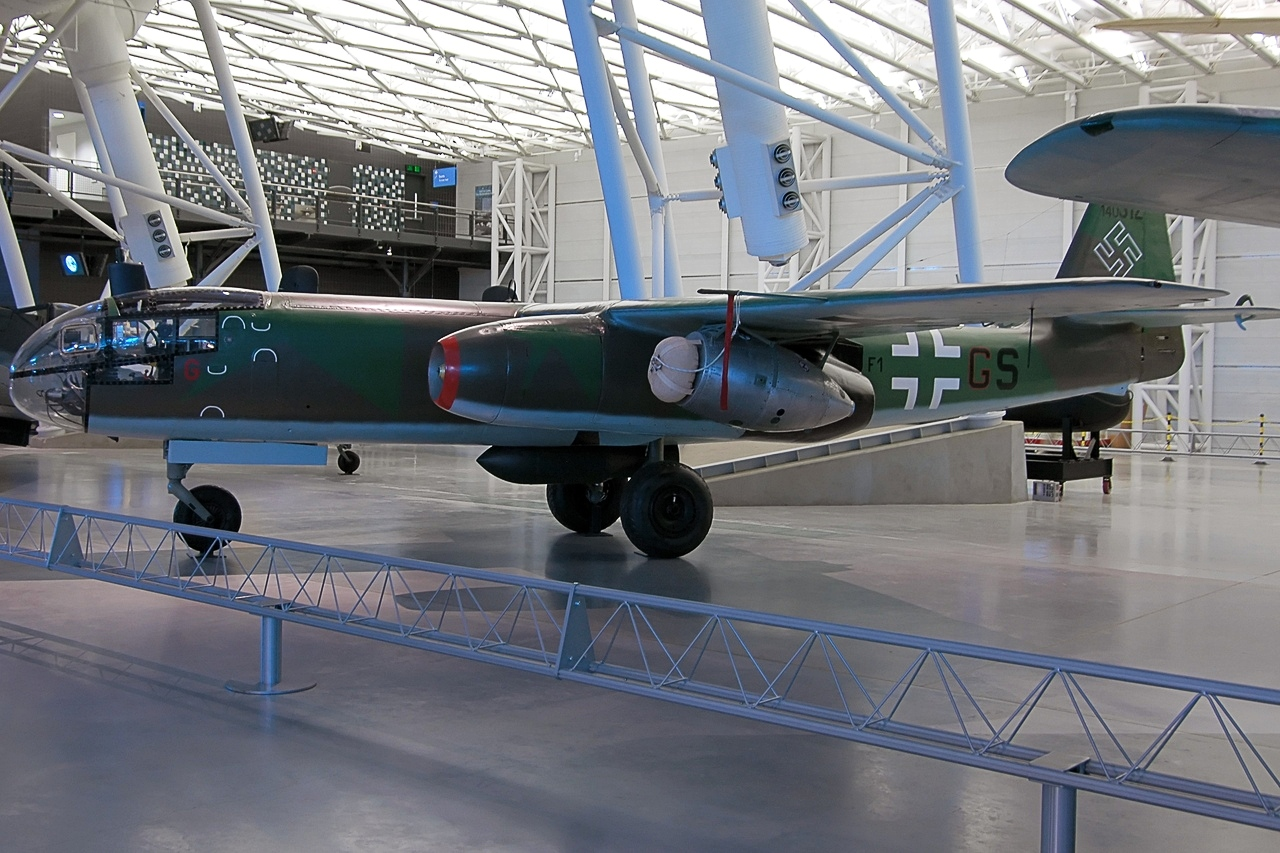
طائرة أرادو أر 234 في متحف الطيران و الفضاء الوطني

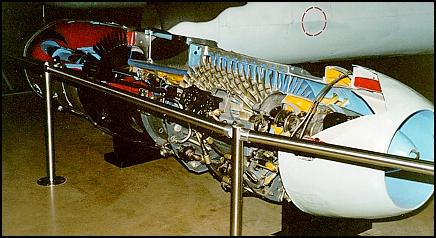
قطاع في نموذج للمحرك النفاث جانكرز جامبو 004 (أول محرك نفاث توربيني يتم إنتاجه واستخدامه، وأول محرك يُستخدم فيه أول ضاغط محوري بُني بنجاح) في متحف الطيران و الفضاء الوطني

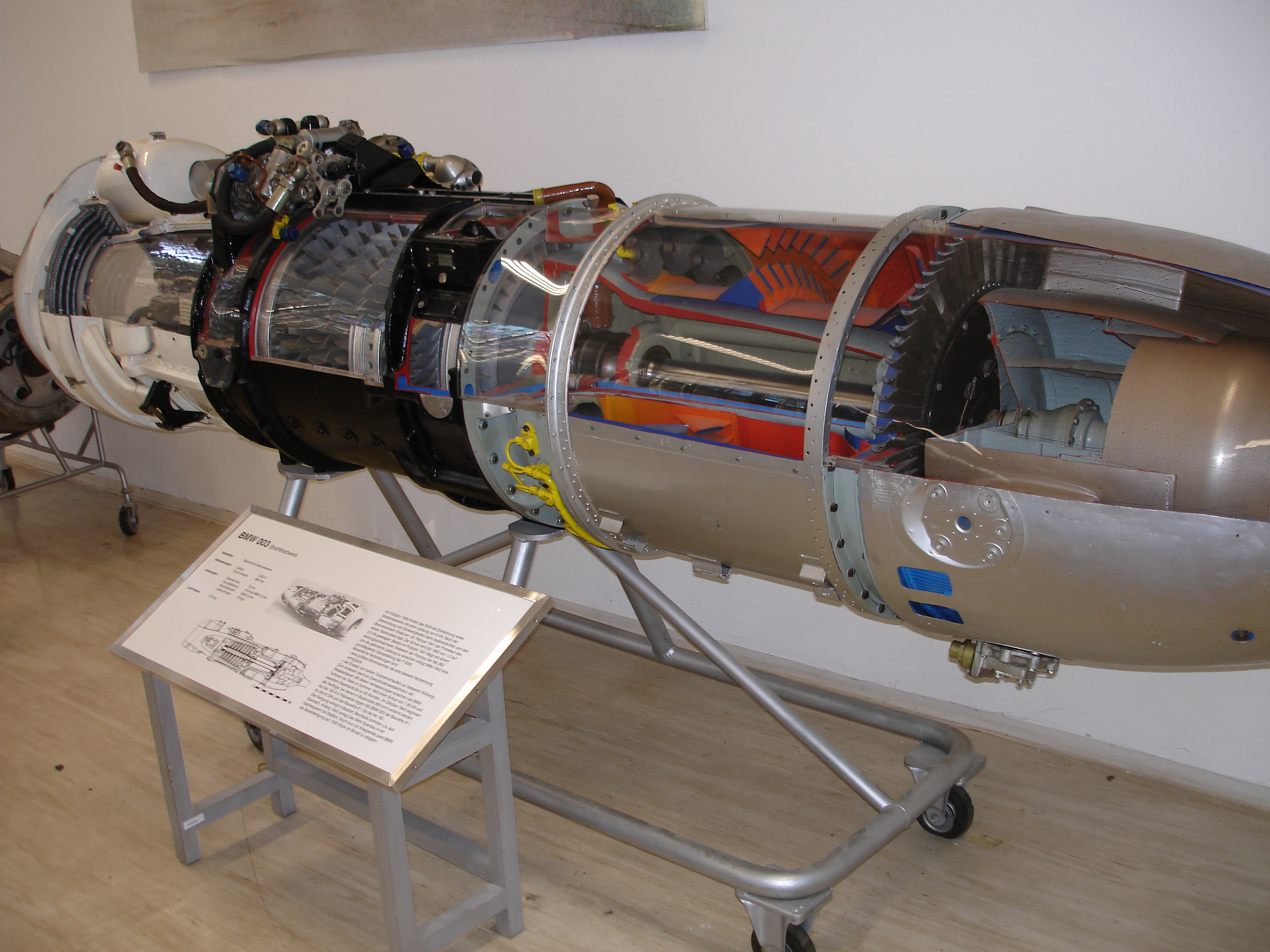
محرك بي إم دبليو 003 في متحف سلاح الجو الألماني، ويعتبر من أول المحركات النفاثة التي استخدمت ضاغط محوري

كانت الضواغط المحورية الأولية ذات كفاءة منخفضة جدا، لدرجة أنه في بداية عام 1920، زعمت بعض الأوراق البحثية، أنه من المستحيل تصنيع محرك نفاث عملي. لكن الوضع تغير عندما نشر ألان أرنولد جريفيث أوراقه المؤثرة في عام 1926، وذكر أن سبب الأداء الضعيف للضواغط الموجودة، يرجع لاستخدامها ريش مسطحة، وكانت بالأساس تحلق مصابة بظاهرة التعطيل.
و أوضح  ألان أن استخدام جنيحات بدلا من الريش المسطحة، سيؤدي لزيادة الكفاءة إلى الحد الذي يصبح عنده تصنيع محرك نفاث عملي، ممكن فعليا.

كما تضمنت الأوراق الرسم التوضيحي الأساسي لمثل ذلك المحرك، الذي تضمن تربينة ثانية لإدارة المروحة الدافعة.
بالرغم من أن جريفيث كان معروفا بسبب أعماله السابقة على تمزق المعدن و قياس الإجهاد، القليل من عمله ظهر لكي يبدأ كنتيجة مباشرة لأبحاثه.
و كان المجهود الوحيد الواضح، هو ضاغط للاختبار، بُني بواسطة هايني كونستانت، زميل جريفيث في مؤسسة الطائرات الملكية.
من الجهود المبكرة أيضا في مجال المحركات النفاثة، ما فعله فرانك ويتل وهانز فون أوهاين، اعتمادا على ضواغط الطرد المركزي التي كانت شائعة الاستخدام في الشواحن التوربينية.
في عام 1929 رأى جريفيث أعمال وايت، وقام برفضها بعد أن لاحظ أن هناك خطأ ميكانيكي، وزعم أن حجم الواجهة الأمامي للمحرك ستجعله بلا فائدة عند السرعات المرتفعة للطائرة. 
بدأ العمل الفعلي على المحركات محورية السريان في أواخر الثلاثينات من عام 1930، حيث بدأت العديد من الجهود في نفس الوقت.
في إنجلترا، حصل هايني كونستانت على موافقة من شركة التربينات البخارية ميتروبوليتان فيكرز (ميتروفيك) في عام 1937، لبدأ سعيهم لتنفيذ محرك توربيني ذي مروحة دافعة اعتمادا على تصميم جريفيث في عام 1938.
و في عام 1940، بعد نجاح تصميم وايتل لضاغط الطرد المركزي، تم إعادة تصميمهم ليصبح محرك نفاث، ميتروفيك اف 2. 

و في ألمانيا، أنتج فون أوهاين العديد من المحركات ذات ضواغط الطرد المركزي، و نجحت بالعمل، وتم تركيب بعضها في أول طائرة نفاثة في العالم (هنكل 178)، لكن انتقلت مساعي التطوير شركة يونكرز (محرك جامبو 004) بي إم دبليو (بي إم دبليو 003)، حيث استخدما تصاميم محورية السريان في أول طائرة نفاثة مقاتلة في العالم (ميسرشميت مي 262) و قاذفة القنابل (أرادو أر 234).
و في الولايات المتحدة، مُنحت كل من لوكهيد وجينرال إليكتريك، جوائز في 1941، لتطوير محركات محورية السريان، سابقا المحرك النفاث التوربيني، و لاحقا المحرك  التوربيني ذو المروحة الدافعة.
كما بدأت أيضا نورثروب مشروعها الخاص لتطوير محرك توربيني  ذو مروحة دافعة، الذي في النهاية تعاقد عليه الأسطول الأمريكي في عام 1943. 
دخلت ويستنجهاوس إليكتريك أيضا السباق في عن 1942، واعتبر مشروعها، المشروع الوحيد الناجح من الجهود الأمريكية، حيث أصبح فيما بعد محرك ويستنجهاوس جيه 30.
بحلول 1950، تحول كل تطوير رئيسي للمحركات النفاثة، إلى النوع محوري السريان. و كما لاحظ جريفيث بالفعل في عام 1929، فإن حجم الواجهة الأمامية الكبيرة لضاغط الطرد المركزي، تتسبب في سحب أكبر من الواجهة الأمامية الضيقة للضاغط محوري السريان. بالإضافة إلى أن الضاغط المحوري، يمكن تعديل نسبة الانضغاط فيه، بإضافة مراحل جديدة، ما سيزيد من طول المحرك قليلا.
في تصميم ضاغط الطرد المركزي، يجب أن يكون القطر كبير، مما سيصعب تركيبه بشكل مناسب في الطائرة. لكن على الجانب الآخر، ما زالت ضواغط الطرد المركزي أقل تعقيدا (السبب الرئيسي لفوزهم في سباق طيران نماذج الطائرات) و لذلك، يتم إستخدامها عندما يكون الحجم و الخصائص الديناميكية الهوائية غير مهمة.
لذلك السبب، بقيت ضواغط الطرد المركزي الحل الرئيسي لمحركات المروحيات، حيث يتتم تركيب المحرك بشكل مسطح، مما يسمح ببنائه بأي حجم دون التأثير على الخصائص الديناميكية الهوائية للمروحية بشكل كبير .

## المحركات النفاثة محورية السريان

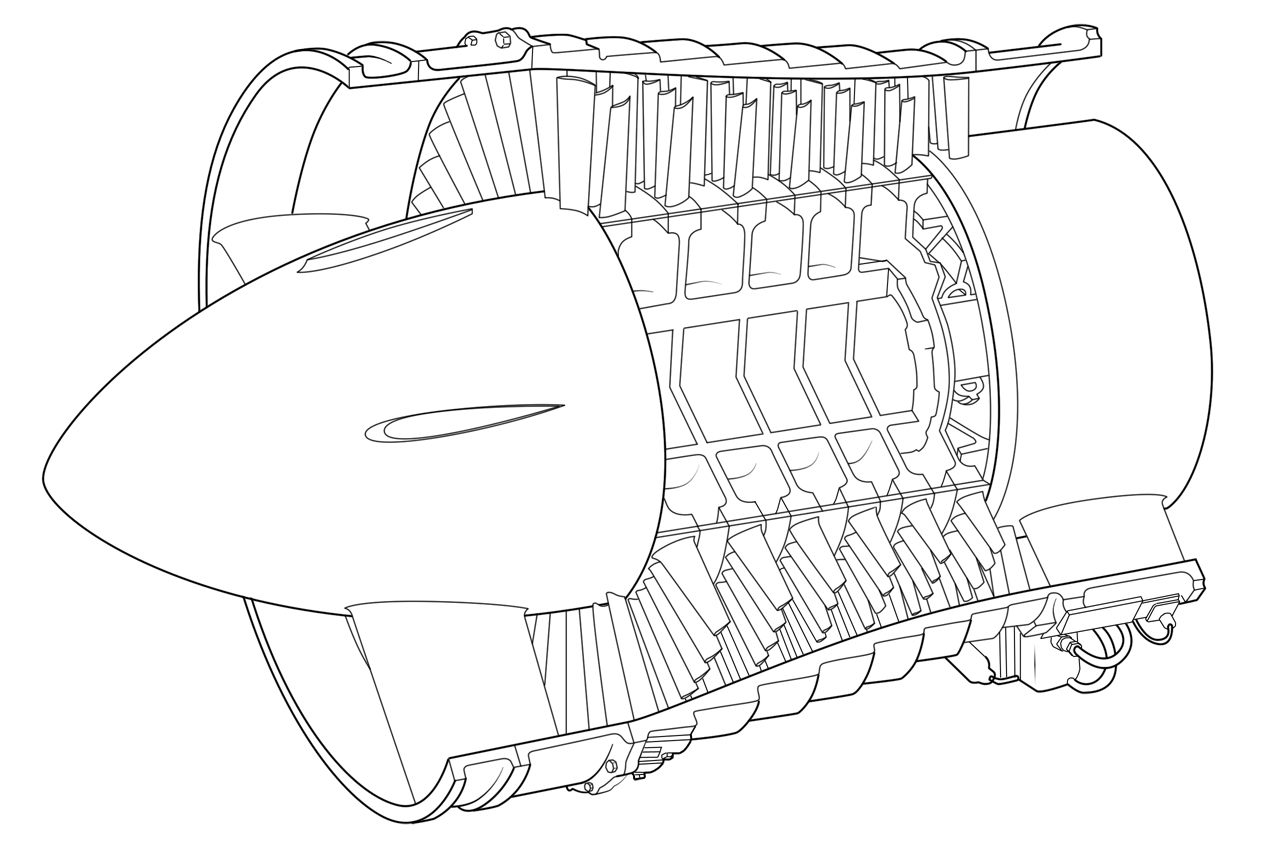
رسم ضاغط محوري للضغط المنخفض، لمحرك رولز رويس أوليمبس

في المحرك النفاث، يعمل الضاغط على مدى متنوع من ظروف التشغيل.
- على الأرض عند الإقلاع: يكون ضغط الدخول للضاغط مرتفع و سرعة الدخول تساوي صفر، ويدور الضاغط عند سرعات مختلفة طبقا للقدرة التي يستمدها.
- عند الطيران: ينخفض ضغط الدخول للضاغط، بينما ترتفع سرعة الدخول (نتيجة الحركة الأمامية للطائرة) لتعويض بعض من الضغط المفقود، ويدور الضاغط على سرعة واحدة لفترات زمنية طويلة.

.يمكننا القول بوضوح أنه لا يوجد ضاغط مثالي يعمل على مدى واسع من ظروف التشغيل. و تكون الضواغط ثابتة التكوين (لا يمكن زيادة عدد المراحل فيها)، مثل تلك التي استخدمت في المحركات النفاثة الأولية، تكون محدودة بنسبة انضغاط حوالي 4 أو 1:5. كما بالنسبة لأي محرك حراري، تعتمد كفاءة الوقود بشكل كبير على نسبة الانضغاط، لذلك تدفعنا الحاجة الاقتصادية بشدة، لتحسين مراحل الضاغط الذي يعمل على نسب انضغاط تتعدى تلك النسب.
يمكن أيضا أن يتوقف الضاغط نتيجة تغيير ظروف دخول المائع بشكل مفاجئ، وكانت هذه أحد المشاكل الشائعة في المحركات النفاثة الأولية.
في بعض الحالات، لو حدث التوقف بالقرب من مقدمة المحرك، ستتوقف كل المراحل بداية من تلك النقطة عن ضغط الهواء. في هذه الحالة، تنخفض القدرة اللازمة لتشغيل الضاغط بشكل مفاجئ، ويسمح الهواء الساخن المتبقي في نهاية المحرك للتربينة، بزيادة سرعة المحرك كله.  
 تُسمى هذه الحالة بالاندفاع (بالإنجليزية: Surging)، و كانت أحد المشاكل الرئيسية في المحركات النفاثة الأولية، ودائما ما كانت تؤدي إلى انهيار التربينة أو الضاغط و تحطم الريش.
لكل هذه الأسباب السابقة، تعتبر الضواغط المحورية في المحركات النفاثة الحديثة، أكثر تعقيدا من تلك التي كانت موجودة في التصاميم الأولية.

### أعمدة الدوران
كل الضواغط يكون لديها نقطة مثالية متعلقة بسرعة الدوران والضغط، و مع زيادة الانضغاط، يتطلب زيادة السرعة.
صُممت المحركات النفاثة الأولية بشكل مبسط، واستخدمت ضاغط وحيد كبير يدور عند سرعة معينة. بينما قامت التصاميم التالية بإضافة تربينة ثانية وتقسيم الضاغط  إلى قسمين، قسم الضغط المنخفض وقسم الضغط المرتفع، حيث يدور الأخير بسرعة أكبر. هذا التصميم ذو العمودين الدوارين (عمود دوار لكل قسم من أقسام الضاغط يصله بالقسم المقابل له في التربينه) أصبح شائع الاستخدام في محرك رولز رويس أوليمبس، و أدى إلى زيادة الكفاءة.
يمكن زيادة الكفاءة أكثر بإضافة عمود دوران ثالث، لكن عمليا هذا سيضيف تعقيد أكثر للمحرك و سيزيد من تكلفة الصيانة إلى الحد الذي يلغي أي فائدة اقتصادية.
يوجد العديد من المحركات المستخدمة ذات ثلاث أعمدة دوران، لعل أشهرها محرك رولز رويس أر بي 211، المستخدم في كثير من الطائرات التجارية.

### إستنزاف الهواء
عندما تغير الطائرة سرعتها أو ارتفاعها، سيتغير ضغط الهواء الداخل إلى الضاغط. و لملائمة الضاغط لمثل هذه الظروف المتغيرة، أرادت تصاميم بدأت في الخمسينات من 1950، إستنزاف الهواء للخارج من منتصف الضاغط لتجنب ضغط كمية كبيرة من الهواء في مراحل الضاغط الأخيرة. كما استخدم ذلك أيضا للمساعدة في بداية تشغيل المحرك، بالسماح له بزيادة سرعة دورانه بدون ضغط كمية كبير من الهواء عن طريق إستنزاف أكبر كمية ممكنة.
على أي حال، كانت أنظمة إستنزاف الهواء شائعة الاستخدام، لتزويد تدفق الهواء إلى مرحلة التربينة حيث يستخدم لتبريد ريش التربينة، بالإضافة إلى تزويد الهواء المضغوط إلى أنظمة تكييف الهواء داخل الطائرة.

## الريش الثابتة المتغيرة
يعتبر تصميم الريش الثابتة المتغيرة (بالإنجليزية: Variable stators) تصميما أكثر تقدما، حيث يستخدم ريش ثابتة يمكن تدويرها بشكل منفرد حول محورها، عكس محور القدرة للمحرك (تدوير الريش الثابتة عكس اتجاه دوران المحرك).

للبدء، يتم تدوير الريش الثابتة حتى تغلق المسارات بينها، فينخفض الانضغاط، ثم يتم تدويرها عكسيا لتعود مرة أخرى داخل تدفق الهواء بالزاوية التي تتطلبها الظروف الخارجية.
يعتبر محرك جينرال إليكتريك جيه 79 أول مثال رئيسي لاستخدام تصميم الريش الثابتة المتغيرة، واليوم أصبح ميزة شائعة في معظم المحركات النفاثة العسكرية.
بغلق الريش الثابتة المتغير تدريجيا، بينما تنخفض سرعة دوران الضاغط، يقل ميل خط الاندفاع (أو التوقف) على خريطة خصائص التشغيل، مما يؤدي لتحسين حدود ظاهرة الاندفاع (تزيد النقطة التي تحدث عندها) في وحدة الضاغط المركبة في المحرك. 
نجحت جنرال إليكتريك لمحركات الطائرات بتطوير ضاغط محوري مكون من 10 مراحل بإمكانه العمل على نسبة ضغط تصميمية تبلغ 1:23، وذلك بعد أن قامت بدمج ريش ثابتة متغيرة في المراحل الخمس الأولى من الضاغط.